# Schijveneg

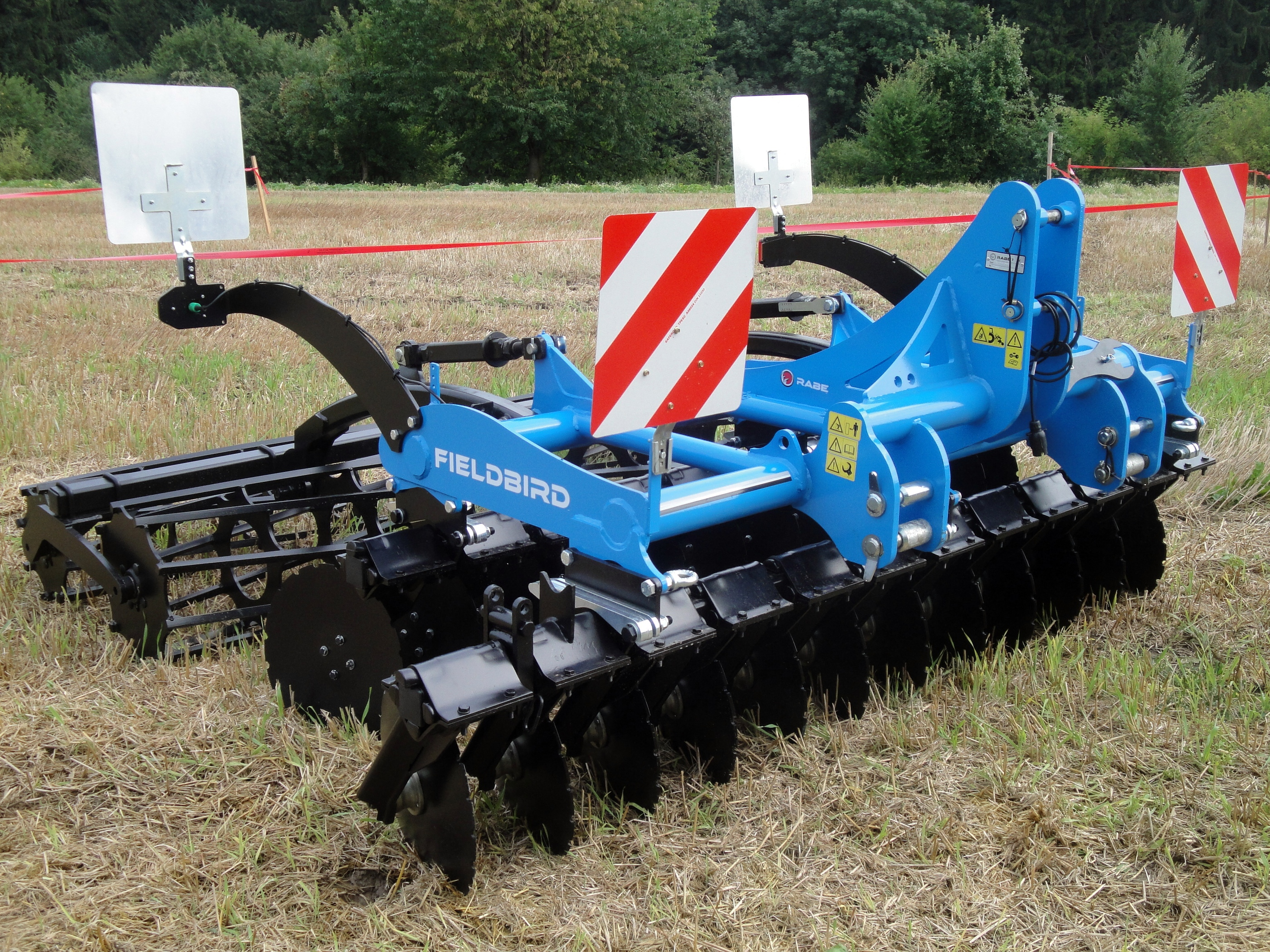
Compactschijveneg met rubberen veerelementen en een dubbele kooirol

Een schijveneg is een getrokken of gedragen landbouwwerktuig, gebruikt voor het uitvoeren van grondbewerking. Het werktuig bestaat uit een reeks gebogen schijven die onder een hoek geplaatst zijn ten opzichte van de rijrichting. Dankzij de schijven is de machine geschikt om, in tegenstelling tot een cultivator, plantenresten van een voorgaand gewas te versnijden. Daarom wordt het werktuig, naast zaaibedvoorbereiding, vooral voor stoppelbewerking of het verdelgen van groenbemester gebruikt. Na een eerste bewerking volgt soms een tweede, wat diepere, passage om het eventueel uitgelopen gewas definitief te verwerken in de bodem. Voor- en achterop de rijen schijven bevinden zich vaak extra bewerkingselementen die helpen bij het uitvoeren van de grondbewerking.

## Werking
Een schijveneg snijdt de grond intensief en heeft een ietwat kerende, dus ploegende, werking naarmate de hoek tussen de schijf en de rijrichting vergroot. Eerst wordt de grond door de schijf (die glad, gekarteld of gewelfd kan zijn) in elkaar gedrukt, om vervolgens weer uit elkaar getrokken te worden aan het einde van de schijf. Het frame van de schijveneg bestaat in hoofdzaak uit meerdere rijen schijven. Indien de rijen schijven, vanuit de lucht gezien, een X-vorm maken, spreekt men van X-schijveneggen. Indien de rijen schijven zich evenwijdig achter de tractor bevinden spreekt men van compactschijveneggen. De schijven op zo een rij kunnen op een centrale as, of onafhankelijk op een steel (elk apart of per twee) gemonteerd zijn. Onafhankelijk gemonteerde schijven zijn vaak geveerd om, ongeacht de contouren van de akker, dezelfde werkdiepte te kunnen aanhouden. Daarnaast dient de onafhankelijke ophanging van de schijven ook als overbelastingsbeveiliging waardoor de schijven kunnen uitwijken voor een obstakel in de grond. De individuele ophanging van de schijven kan via veren, bladveren of rubberen veerelementen gebeuren. Deze laatste soort individuele ophanging bestaat uit twee rechthoekige kokers waartussen zich rubberen veerelementen bevinden. De schijven van een schijveneg zijn onder een hoek geplaatst ten opzichte van de rijrichting. Hierdoor wordt er niet enkel een snede gemaakt in de grond, maar wordt de grond ook zijdelings verschoven. Indien de schijven op een centrale as gemonteerd zijn moet de volledige as een hoek maken met de loodrechte op de rijrichting. Schijveneggen met centrale assen zijn daarom altijd als X-schijveneg uitgevoerd. Indien de schijven onafhankelijk op een rij gemonteerd zijn moeten de stelen ervoor zorgen dat de schijven een hoek met de rijrichting maken. Onafhankelijk gemonteerde schijven laten ook toe om de schijf onder een hoek te zetten met de verticale as. Deze opstelling leidt tot een verbeterde vermenging van de grond en het plantaardig materiaal waarbij het opgeworpen organische grondmengsel minder hoog wordt opgegooid. Schijveneggen, voornamelijk compactschijveneggen, zijn vaak uitgerust met een voorzet- en tussenelement. Twee voorbeelden hiervan zijn de egalisatie-veertanden of de messenwals. Egalisatie-veertanden, gepositioneerd voor elke rij schijven, zijn naast hun egaliserende werking voornamelijk gewenst bij zaaibedvoorbereiding. Zo kunnen egalisatie-veertanden vóór de eerste rij schijven grote kluiten aarde van een geploegde akker verkruimelend en egaliseren waarna de schijven het zaaibed afwerken. Een messenwals versnippert de stoppels, b.v. tijdens de eerste stoppelbewerking in koolzaad. Lange stoppels worden afgesneden en vervolgens met het navolgende schijvenveld ingewerkt. Veelal is een schijveneg standaard uitgerust met een nalooprol, ook wel wals genoemd. Afhankelijk van de ondergrond en het eventueel in te werken (stoppel)gewas, zijn verscheidene types nalooprollen verkrijgbaar. Zo'n nalooprol dient naast het regelen van de werkdiepte ook voor het verkruimelen bij zaaibedvoorbereiding, het naverdichten en toedekken van de losse grond, het stabiliseren van de machine, en het egaliseren van de akker. Een schijveneg kan tevens ook gebruikt worden in combinatie met een zaai-inrichting. Zo kan via een opbouwzaaimachine in één werkgang een stoppelgewas bewerkt worden, en een vanggewas worden ingezaaid.
De werkdiepte van een schijveneg ligt rond de 10 cm met uitschieters tot 20 cm. De werkdiepte van de schijveneg is instelbaar met behulp van de achterhef van de tractor en eventueel aanwezige dieptewielen of nalooprollen. Een X-schijveneg is niet noodzakelijk uitgevoerd met een nalooprol of dieptewielen omdat het werktuig door zijn grote contactoppervlak zowel in de lengte als breedte volledig op zichzelf loopt. Om een goede snijdende werking van de schijven te garanderen is de relatief hoge werksnelheid, gelegen rond de 10 km/h, van cruciaal belang. Sommige schijveneggen hebben werksnelheden tot wel 18 km/h en onderscheiden zich hierdoor van andere grondbewerkingswerktuigen. De werkbreedte van een schijveneg ligt typisch rond de 3 à 4 meter en vraagt daarbij een vermogen van ongeveer 100 pk. De grootste modellen, getrokken en hydraulisch opklapbaar uitgevoerd, kunnen echter werkbreedtes tot 18 meter hebben.
Een speciale uitvoering van de schijveneg is de ketting(schijven)eg. De schijven zijn door middel van kettingschakels aan elkaar verbonden en worden in een O-vorm opgehangen in een frame. Een kettingschijveneg is een zeldzaamheid in Nederland en Vlaanderen, maar wordt al lang gebruikt in bijvoorbeeld de Verenigde Staten, Canada of Australië.
Een soort hybride uitvoering van de schijveneg is de schijveneg-cultivator-combinatie. Zoals de naam verraadt, tracht de machine de voordelen van een schijveneg en cultivator te combineren. De cultivatortanden op de schijveneg-cultivator-combinatie zorgen namelijk voor een diepere bewerking van de bodem en een betere menging van gewasresten hierin. Dit type machine is verschillend van de schijfcultivator, ook wel vleugelschaarcultivator genoemd, waarbij de achterop geplaatste schijven voornamelijk bedoeld zijn om de grond te mengen en te egaliseren.
Een schijveneg mag niet verward worden met een schijvenploeg. Deze laatste is een echte ploeg, die als doel heeft om alle plantenresten diep onder te werken en een grof oppervlak achterlaat.